# Minnezang

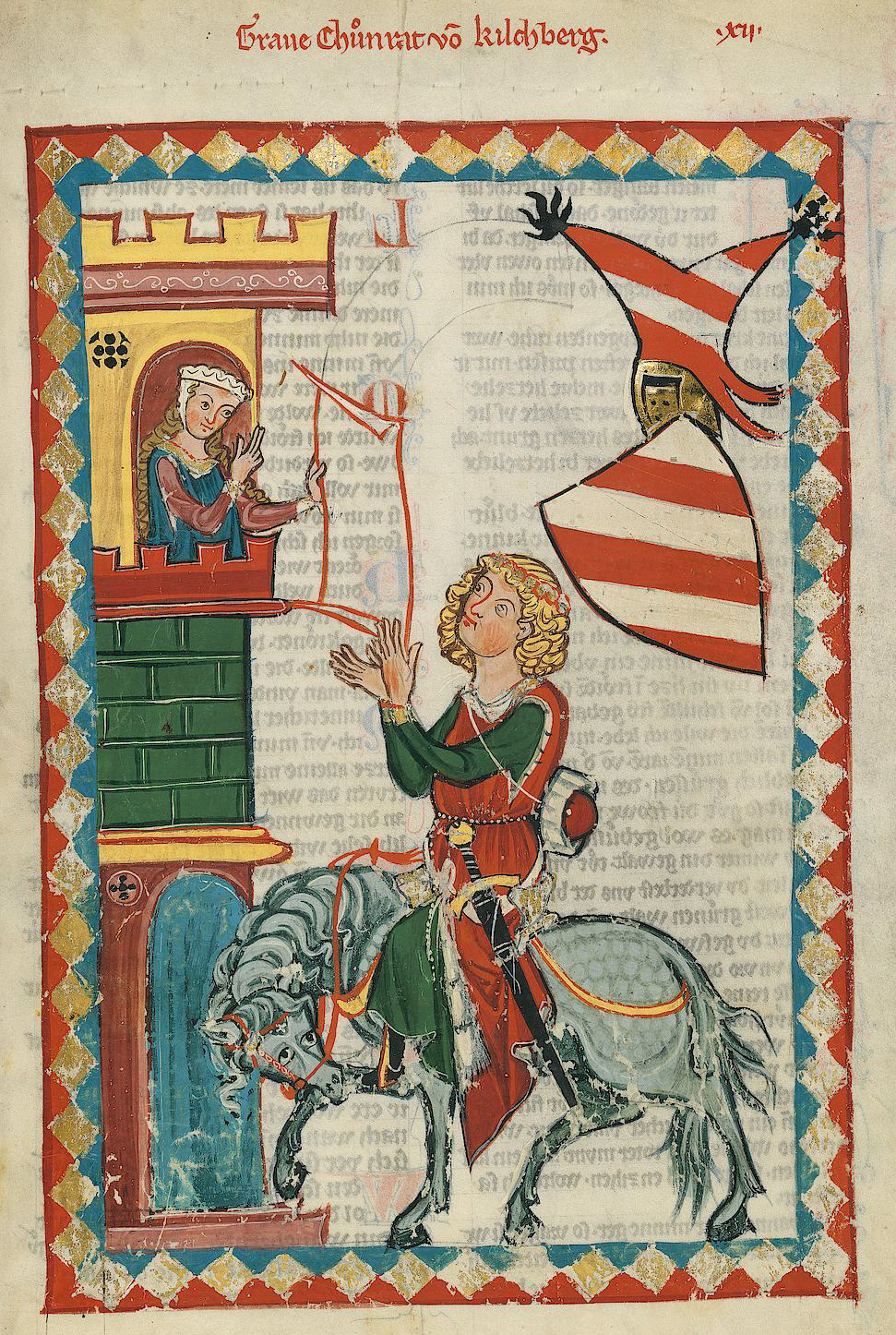
Een minnezanger biedt zijn geliefde een gedicht aan

Minnezang, minnelied of minnegedicht is hoofse literatuur die de liefde of min als onderwerp had. Schrijvers en uitvoerders van de minnezang waren minnezangers. De minnezang kende zijn bloeiperiode in Duitsland, in de middeleeuwen, van ongeveer 1150 tot 1300, vervolgens uitlopend tot 1500. Deels wordt de minnezang ook wel tot de Nederlandse literatuur gerekend. Er was een nauwe verwantschap met de Noord-Franse trouvères en de Provençaalse troubadours.

## Algemene typering

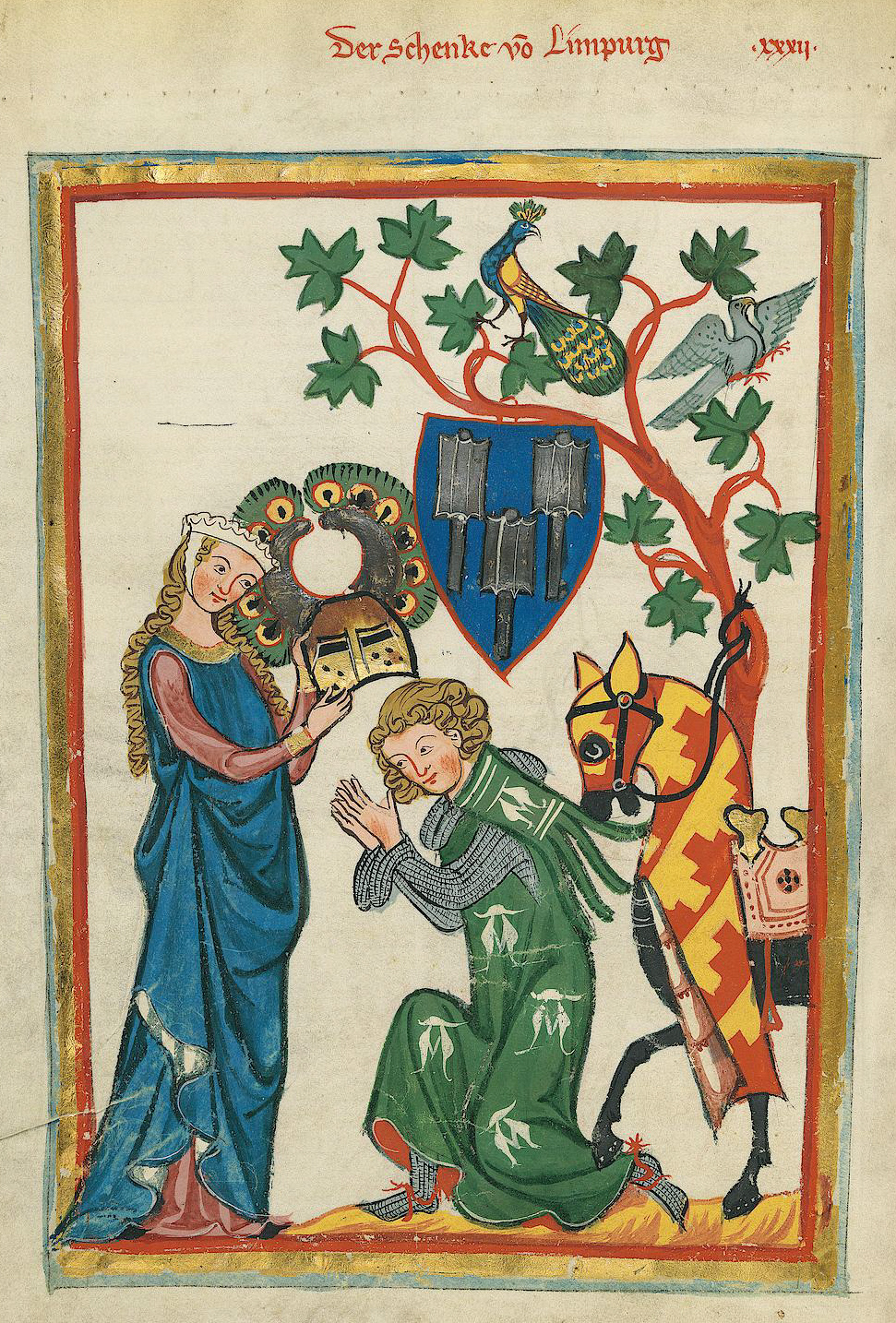
Verering van een schone vroue

De term minnezang stamt van het Middelhoogduitse woord Minne, dat liefde betekent. De hoofse liefde staat dan ook centraal in de minneliederen, vooral de onvervulde, onbereikbare liefde. De verering van de dame is een terugkerend thema. Ook een aantal personae keert voortdurend terug, zoals de minnaar die betreurt dat hij door zijn dame wordt afgewezen, de dame die de afwezigheid van haar heer die op kruistocht is betreurt, enzovoort. Edelmoedigheid, adeldom van karakter, ontvankelijkheid voor nieuwe ervaringen en aandacht voor schoonheid en uiterlijk zijn eveneens veelvoorkomende kenmerken.
De minnezang is qua opzet bondig en intens, met duidelijk epische elementen. Vorm en inhoud van de minnezang zijn, met name in de periode 1170-1300, uitermate conventioneel en in hoge mate door vaste regels bepaald. De kunst bestaat vooral aan het geven van nieuwe accenten bij oude thema’s en uit het combineren en bewerken van standaardmotieven op originele wijzen, soms via een aantal subvormen zoals het dageraadslied of daglied (in het duits Tagelied, in het occitaans Alba) (afscheid) en het wissellied (wisselzang). Het verschil met de Franse troubadours en trouvères zit hem vooral ook in die strakke, bijna rituele conventies en het nadrukkelijk hoofse karakter, waar hun Franse tegenhangers vaak wat meer “werelds” waren, alsook vrijer in de vorm.
De minnezang kenmerkt zich als genre binnen de hoofse literatuur voorts, uiteraard, door het feit dat zij gezongen werd (of lijkt te zijn geweest) en dus niet voorgedragen, in een periode dat poëzie nog louter oraal was. De meeste minneliederen zijn niettemin overgeleverd op papier. Veel muziek is echter in de loop der tijd verloren gegaan, hetgeen de reconstructie van de muzikale waarden moeilijk, veelal onmogelijk of in elk geval uitermate speculatief maakt. Hetzelfde geldt voor de reconstructie van de gebruikte instrumenten. Uit middeleeuwse miniaturen kan worden afgeleid dat de luit en de fluit (“pipers”) belangrijke instrumenten moeten zijn geweest. Restanten van bepaalde minneliederen lijken ook terug te vinden in bepaalde wel bewaard gebleven religieuze liederen.

## Historie

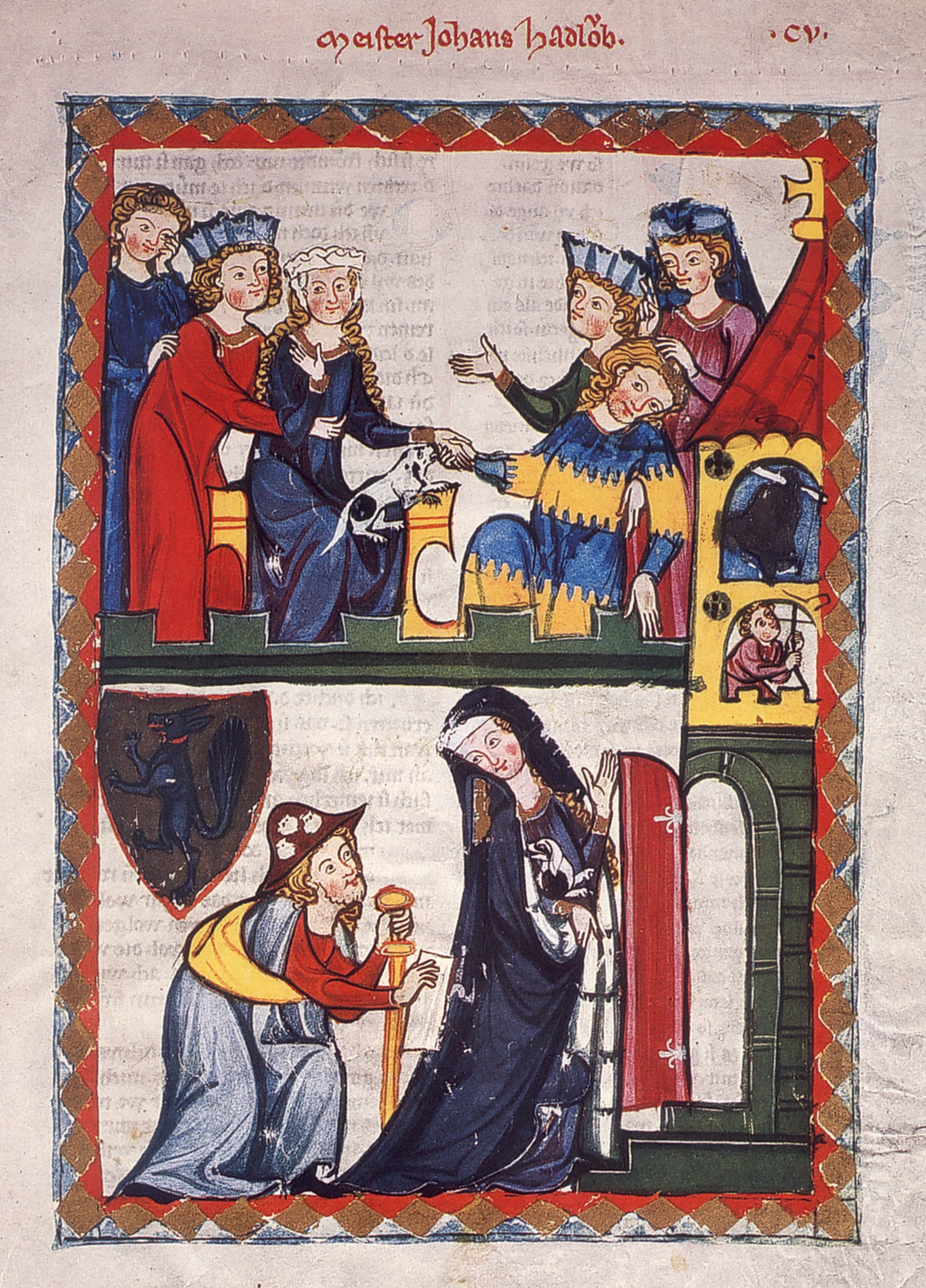
Minnezangers in de Codex Manesse

#### Oorsprong
De minnezang lijkt van Spaans-Arabische oorsprong en bereikte in het midden van de twaalfde eeuw via Frankrijk de Duitse gebieden en iets later ook de Lage Landen. De opkomst van de minnelyriek viel in zekere zin samen met de overgang van een maatschappij waarin soms letterlijk gevochten moest worden voor de zekerheid van het bestaan naar een samenleving die niet constant rekening hoefde te houden met bedreigingen van buiten. In koninklijke en ridderlijke kringen werd dit in literaire zin weerspiegeld in het afnemen van helden-epen en in een toenemende hoeveelheid liefdeslyriek, waarbij met name ook vrouwen een nieuw en belangrijk onderdeel van het publiek werden.

#### Donause minnezang
De eerste minneliederen worden geschreven in het Donau-gebied. De eerste belangrijke minnezangers uit deze periode, van 1150 tot 1170, zijn Der Kürenberger die delen van het Nibelungenlied op vers en muziek zette, waaronder het bekend gebleven valkenlied en Dietmar von Aist. Deze Donause minnelyriek had nog sterk Germaanse wortels en was nog redelijk ongekunsteld en episch van aard.

#### Vroeghoofse minnezang
Na deze eerste periode deed tussen 1170 en 1200 de invloed van de Franse troubadours en trouvères zich nadrukkelijk gelden en werd de vorm geleidelijk strak en formeel, met vaste regels. Dit is met name herkenbaar in het gebruik van de canzone (zevenregelige strofe’s met een AAB-structuur en een ab|ab|cxc-rijmschema) en contrafacta van Franse liederen. Trouw (triuwe) en ingetogen zedigheid (mâze) waren terugkerende thema's. De minnedienst staat centraal. Belangrijke vertegenwoordigers uit deze periode zijn Friedrich von Hausen en Hendrik van Veldeke.

#### Hooghoofse minnezang

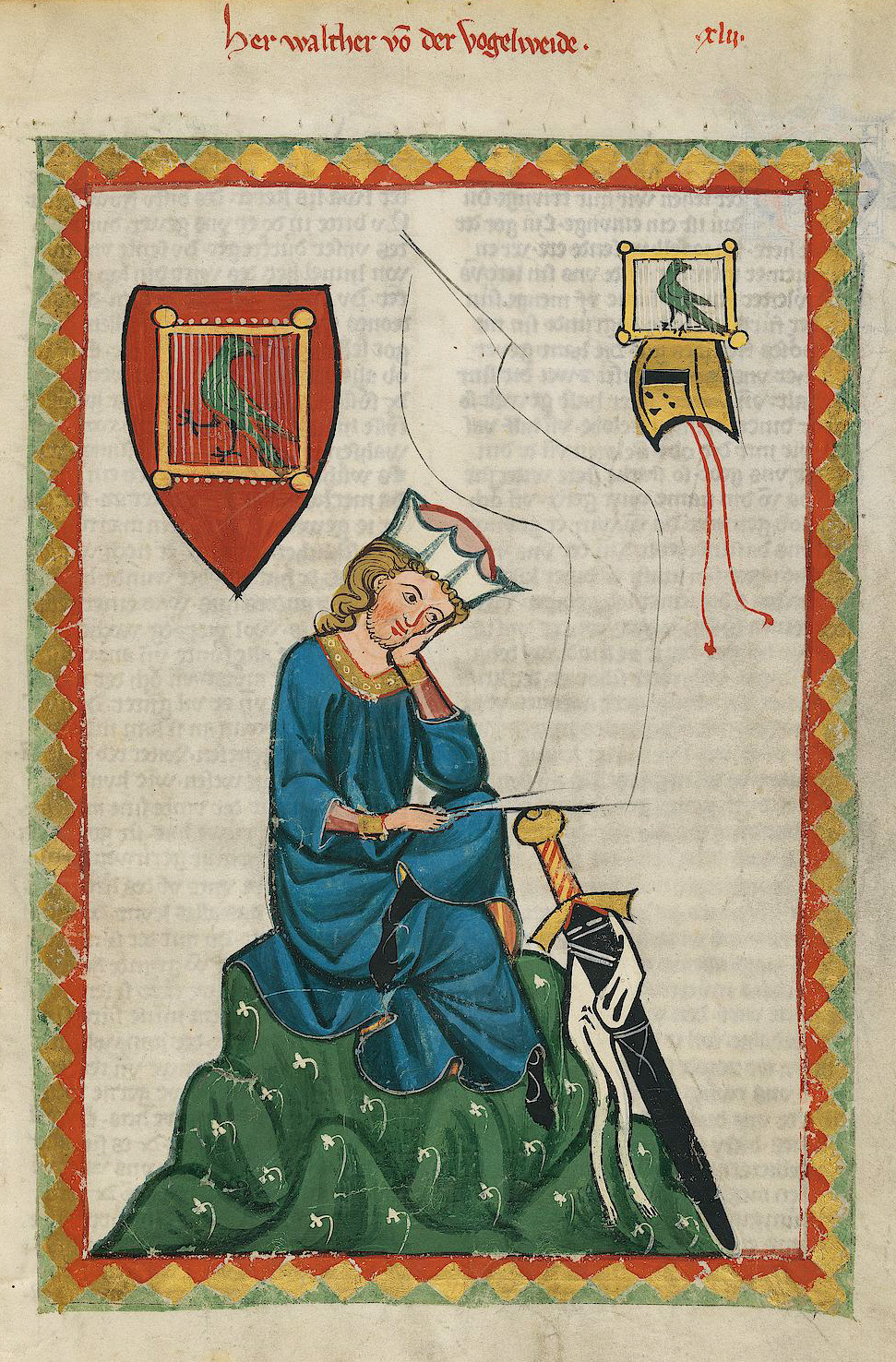
Walter von der Vogelweide, Codex Manesse

Rond 1200 ontstond vervolgens de periode van de klassieke Duitse hooghoofse minnezang die zich losmaakte van de Franse invloeden en waarin vooral het begrip hartezeer en de hohen minne centraal kwam te staan: de mannelijke aanbidder stelde zich onvoorwaardelijk in dienst van zijn onbereikbare, innerlijk en uiterlijk volkomen schoêne geliefde, zonder hoop op vervulling. De beloning van de zanger is enkel de genadigheid van de vrouw (niedere minne), resulterend in een vredig levensgevoel (vroide). Bekende zangers uit deze periode zijn Hartmann von Aue, Albrecht von Johansdorf, Reinmar der Alte en Heinrich von Morungen. Meest exemplarisch is echter Walther von der Vogelweide, die werkte voor diverse hoven en het zingen over hartezeer tot in perfectie cultiveerde:

Under der linden

an der heide, 

dâ unser zweier bette was, 

dâ mugt ir vinden

schône beide

gebrochen bluomen unde gras.

(Onder de linde, op de hei, daar waar wij twee een rustplaats vonden, daar kun je vinden, lieflijk tezamen, gebroken bloemen en gras.)

#### Late minnezang
Wat later in de dertiende eeuw werd het strenghoofse begrip van de hohen minne wat losser gehanteerd en werden wat meer variaties mogelijk. Bekende namen uit deze periode zijn Wolfram von Eschenbach, Neidhart, Ulrich von Liechtenstein, Konrad von Würzburg en Otto van Botenlauben.
Na 1300 wordt het strakke keurslijf van de klassieke minnezang geleidelijk verder losgelaten en wordt de lyriek ook wat meer werelds, met zelfs erotische elementen. Een van de eersten die deze trend inzette, was de Tannhauser. Als laatste grote minnezanger staat wel Oswald von Wolkenstein bekend.
Vanaf 1500 wordt de periode van de minnezang als beëindigd beschouwd, hoewel de belangrijkste elementen en stijlregels nog duidelijk herkenbaar bleven bij Duitse Meistersingers als Hans Sachs. Deze Meistersingers waren het onderwerp van Die Meistersinger von Nürnberg uit 1868 van Richard Wagner.

## Minnezang in de Lage Landen

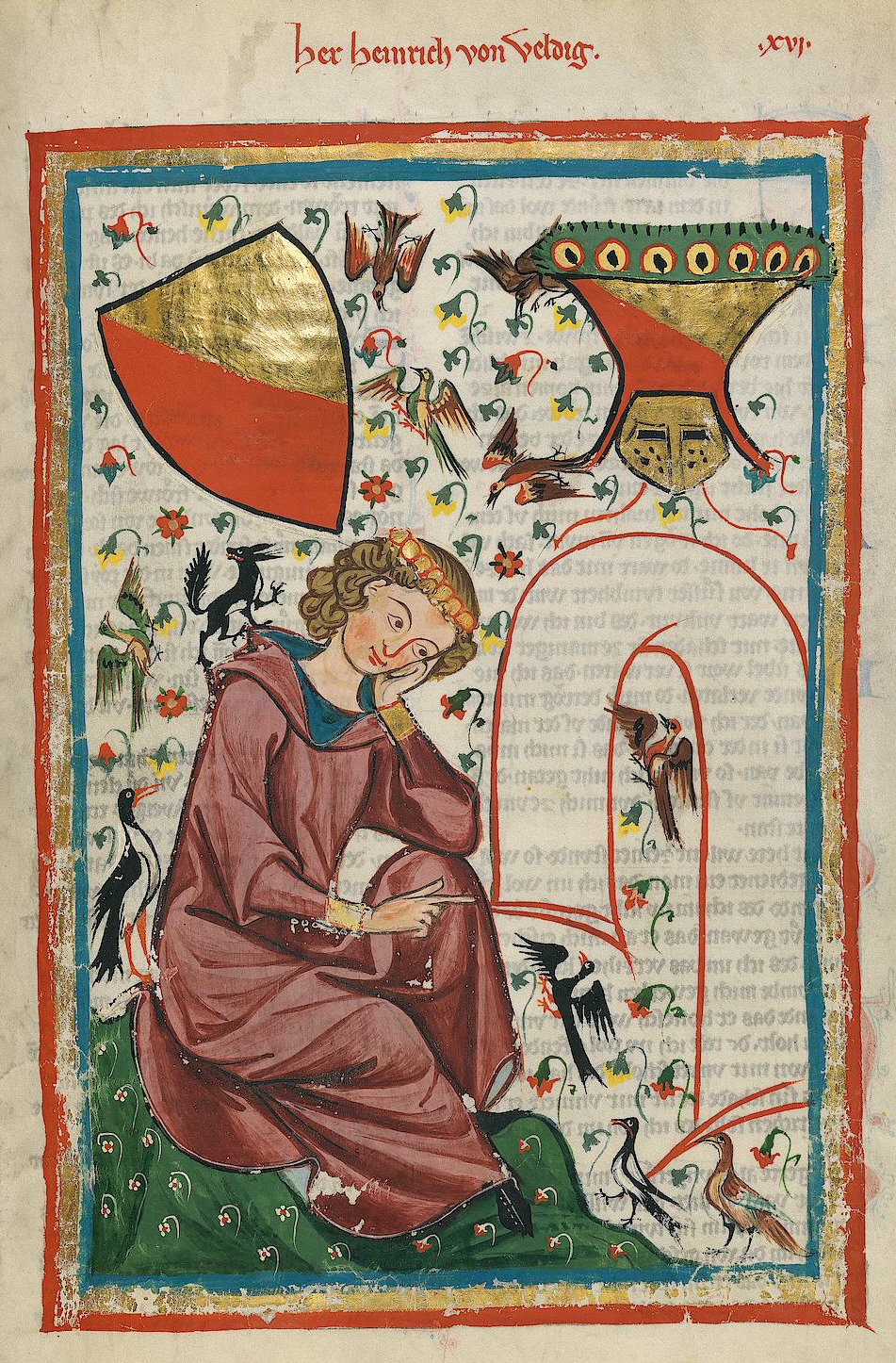
Hendrik van Veldeke, Codex Manesse

#### Hendrik van Veldeke
Via Duitsland bereikte de minnezang-traditie ook de Lage Landen, aanvankelijk vooral in Limburg en Brabant. Aan het einde van de twaalfde eeuw was de al genoemde Hendrik van Veldeke de eerste die in deze contreien minneliederen ten gehore bracht, hij maakte er voor zover bekend een dertigtal. In vergelijking met andere minnezangers uit zijn tijd vallen zijn liederen op door hun humor en zelfs hun ironie. Ook speelde hij graag met klanken en zette het rijm naar zijn hand. Veldeke gebruikte aan het begin van zijn liederen de conventionele natuurbeschrijving (Natureingang) die hij meestal parallel zette of – zoals in het volgende voorbeeld – contrasteerde met de gevoelens van de minnaar:

Ez sint guotiu niuwe maere, 

daz die vogel offenbaere

singent, dâ man bluomen siht.

zén zîten in dem jâre

stüende wol, daz man vrô waere,

leider des enbin ich niht:

Mîn tumbez herze mich verriet,

daz muoz unsanfte unde swaere

tragen daz leit, das mir beschiht. (MF I)

(Het is goed nieuws, dat de vogels luidkeels zingen waar men bloemen ziet.

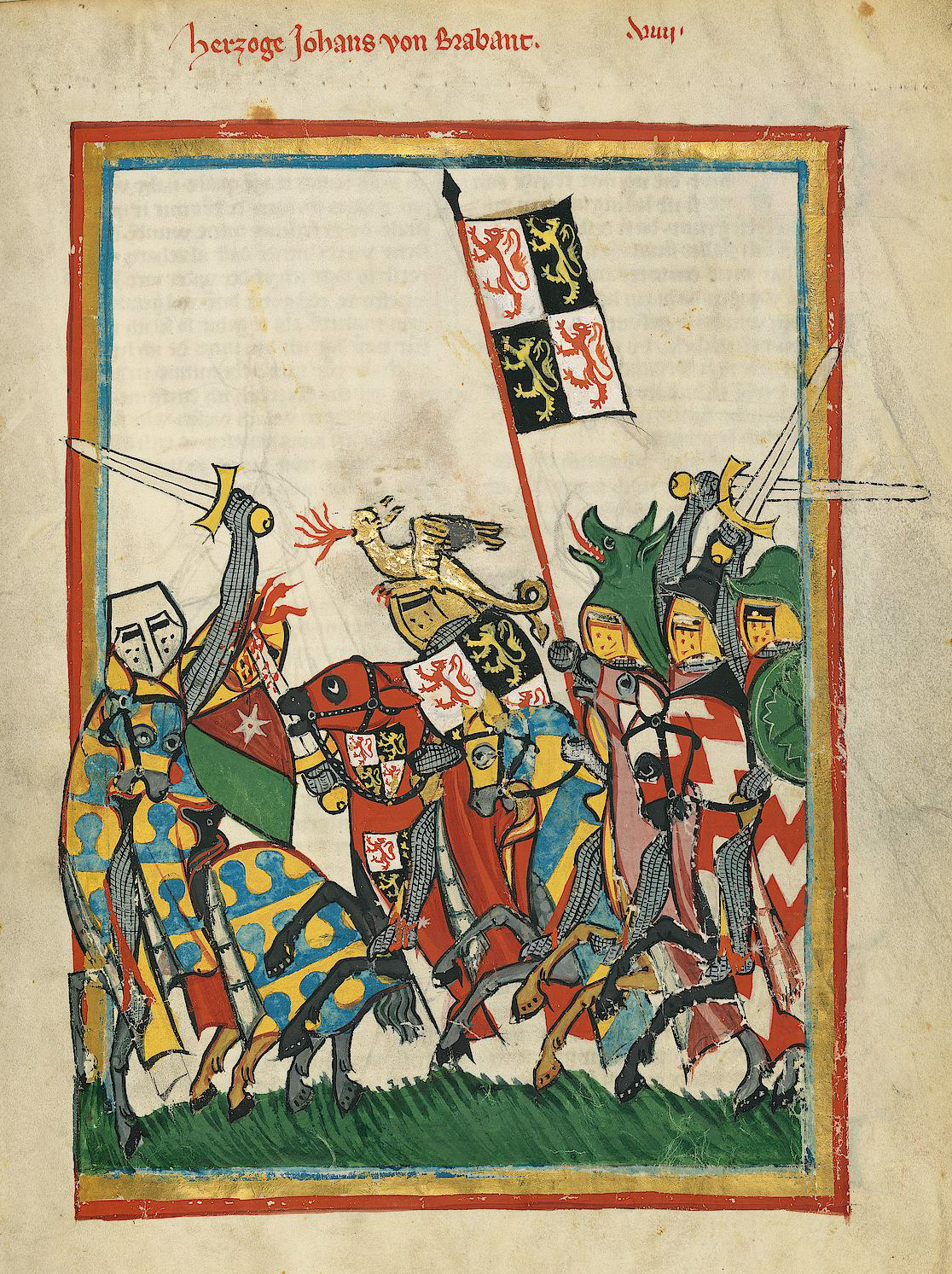
Hertog Jan I van Brabant in de Codex Manesse

In deze tijd van het jaar zou men blij moeten zijn, maar helaas, dat ben ik niet:
mijn dwaze hart heeft mij verraden, en moet nu, treurig en somber, het leed verdragen dat mij ten deel valt.)

#### Hertog Jan
Een eeuw later was het met name hertog Jan I van Brabant die zich in Brabant en Limburg onderscheidde in de minnezang. Net als Van Veldeke dichtte Hertog Jan zijn liederen overigens in een taal die meer op het Middelhoogduits leek dan op het Middelnederlands, waarschijnlijk omdat hij zijn invloed naar het oosten wilde uitbreiden. Een extra aanwijzing voor dat laatste is dat hij in een van zijn liederen zegt dat er juist in dat gebied geen enkele dame mooier is dan de zijne:

Entzwischen Mase unde dem Rine

Is kein schoner danne dù mine.

Het bekendste lied van hertog Jan is ongetwijfeld Eins meien morgens fruo, met het refrein harba lori fa. In de teksteditie van Willaert (1992) klinkt het als volgt:

Vroeg op een ochtend in mei was ik opgestaan om mij te gaan vermeien in een mooi prieel. Daar trof ik drie jonkvrouwen: de één zong na de ander een refrein: harba harba lori fa, harba lori fa. Toen ik de mooie bloemen in het prieeltje zag, en de zoete zang van deze maagden hoorde, toen werd mijn hart zo blij dat ik hen wel moest nazingen: harba lori fa. Toen groette ik de allermooiste die in hun midden stond, en sloeg mijn arm om haar heen. Maar toen ik daar ter plekke haar mond wilde kussen, zei zij: 'hou op, hou op!' Harba lori fa.

#### Hollandse hoven
Rond 1400 breidde de minnezang zich uiteindelijk ook uit naar diverse hoven in Holland, waarvan de meesten toentertijd nog onder de Duitse keizer vielen. De graven en hertogen die aan het hoofd van die hoven stonden, omringden zich ten gevolge van de toenemende intellectualisering ook steeds vaker met dichters en toonkunstenaars. Belangrijke hoven waren wat dat aangaat die van Albrecht van Beieren die de Brabantse zanger Martinus Fabri in dienst had en Jan II van Blois in Schoonhoven, die echter vooral bekend werd door de spreekgedichten van Augustijnken van Dordt.

## Handschriften

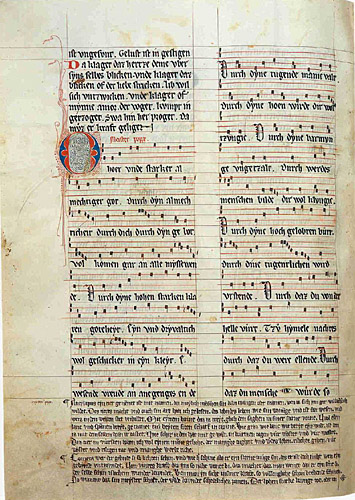
Jenaer liederhandschrift

Minneliederen zijn overgeleverd in een aantal handschriften, waarvan de fraai geïllustreerde Codex Manesse, in het begin van de veertiende eeuw uitgegeven in Zürich, wel het bekendst is. Dit verzamelhandschrift bevat 140 gedichten, diverse van Von der Vogelweide, maar ook enkele van Hendrik van Veldeke en hertog Jan. Van hertog Jan is ook een afbeelding opgenomen.
Behalve de Codex Manesse kent de Middelhoogduitse literatuur ook nog diverse andere Liedhandschriften, waarvan het Jenaer Liederhandschrift bijzonder is, omdat ook de bijbehorende muziek is opgetekend, onder andere van Von der Vogelweide.
Het belangrijkste handschrift in het Nederlandse taalgebied is het vrij sober uitgevoerde Haags liederenhandschrift van rond 1400. Er staan liederen in van amateurdichters, maar ook minneliederen van beroemde Duitse Minnesänger. Het Haag liederenhandschrift bevat ook sproken, onder andere van Augustijnken.